# Шуригін Віктор Олександрович
Віктор Олександрович Шуригін (27 вересня 1913, станиця Довжанська, тепер Єйського району Краснодарського краю, Російська Федерація — 12 серпня 1981, місто Москва) — радянський державний діяч, 1-й секретар Оренбурзького обласного комітету КПРС. Член ЦК КПРС у 1961—1966 роках. Депутат Верховної Ради Російської РФСР 5-го скликання. Депутат Верховної Ради СРСР 6-го скликання.

## Життєпис
Народився в родині робітника. З 1929 року працював робітником на рибних промислах.
У 1931—1938 роках працював кореспондентом у редакціях газет міст Астрахані та Ульяновська.
У 1938—1952 роках — відповідальний секретар, редактор дорожньої газети «Большевистский сигнал» міста Чкалова; заступник редактора, редактор Чкаловської обласної газети «Чкаловская коммуна».
Закінчив три курси заочного Інституту журналістики.
Член ВКП(б) з 1941 року.
У 1952—1956 роках — секретар Чкаловського обласного комітету КПРС.
У 1956 — 26 січня 1961 року — 2-й секретар Чкаловського (Оренбурзького) обласного комітету КПРС.
26 січня 1961 — січень 1963 року — 1-й секретар Оренбурзького обласного комітету КПРС.
У січні 1963 — 28 квітня 1964 року — 1-й секретар Оренбурзького сільського обласного комітету КПРС.
У 1964—1970 роках — секретар Волгоградського обласного комітету КПРС.
З 1970 року — персональний пенсіонер союзного значення в Москві.
Помер 12 серпня 1981 року. Похований в Москві на Новокунцевському цвинтарі.

## Нагороди
- чотири ордени Трудового Червоного Прапора
- орден «Знак Пошани»
- медалі